# باول بيتي
باول بيتي (بالفرنسية: Paul Petit)‏ هو باحث في تاريخ العصور الكلاسيكية ومؤرخ فرنسي، ولد في 1 يوليو 1914، وتوفي في 1981.